# Březnice

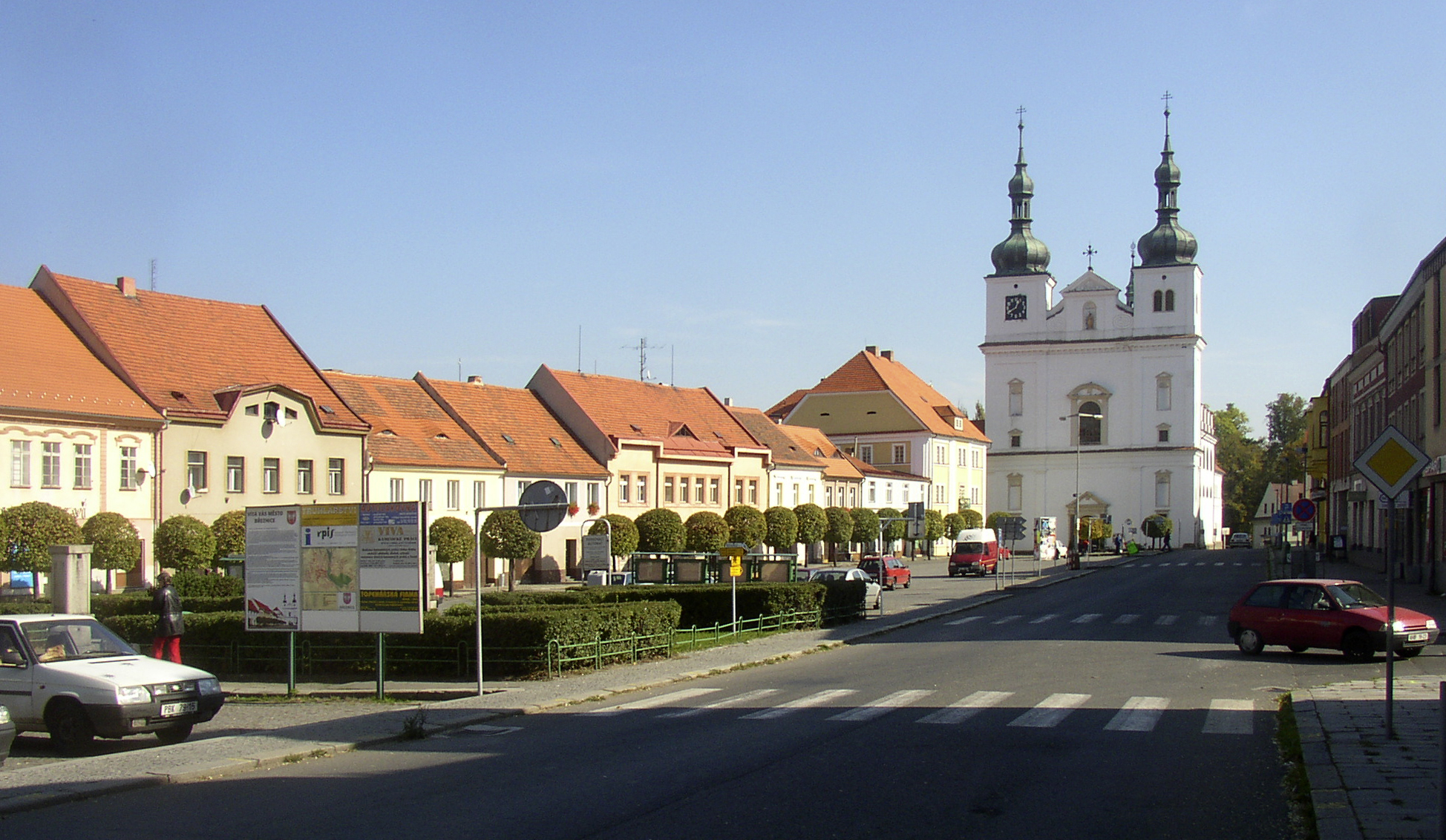
Marktplatz

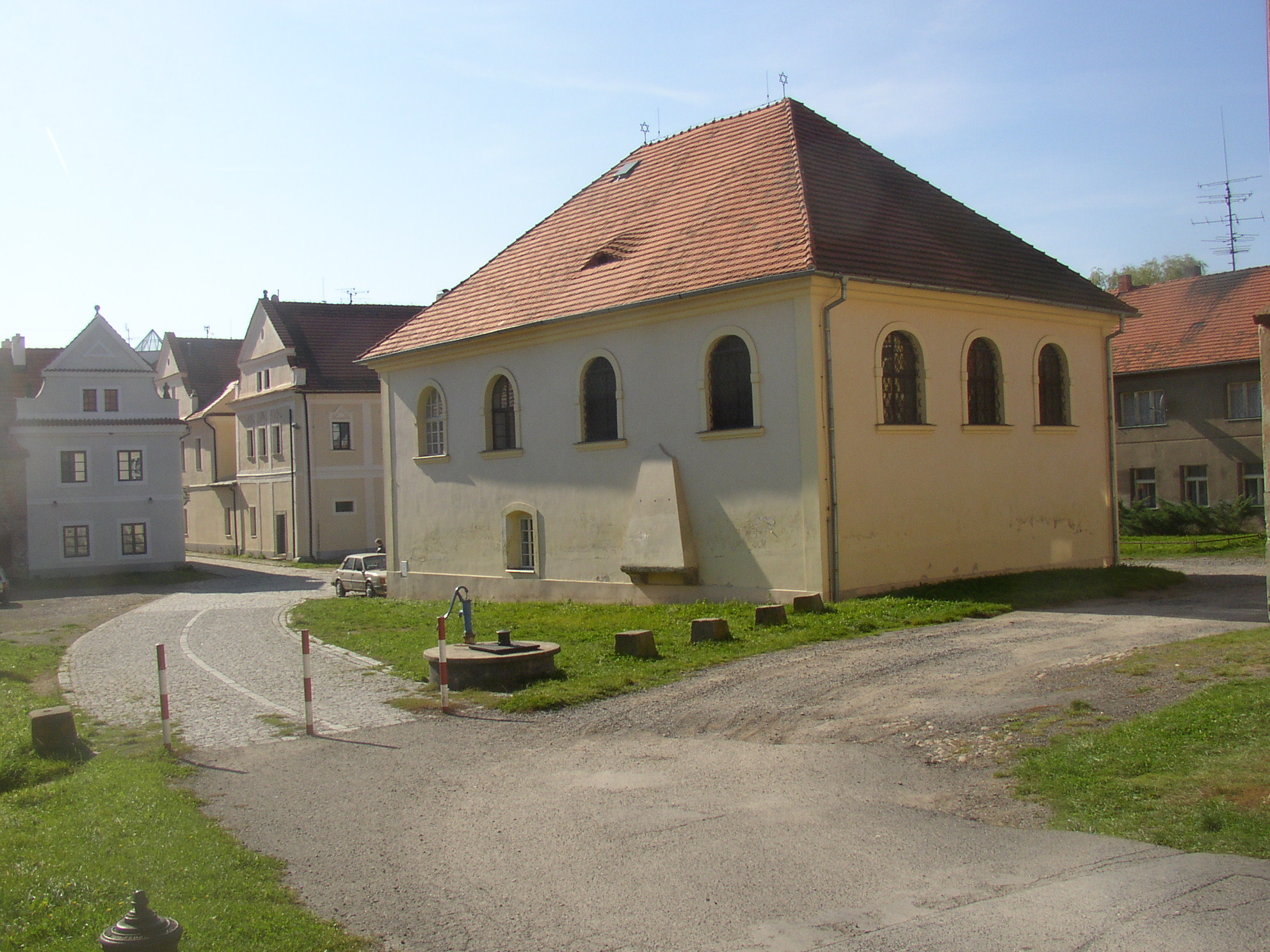
Ehemalige Synagoge

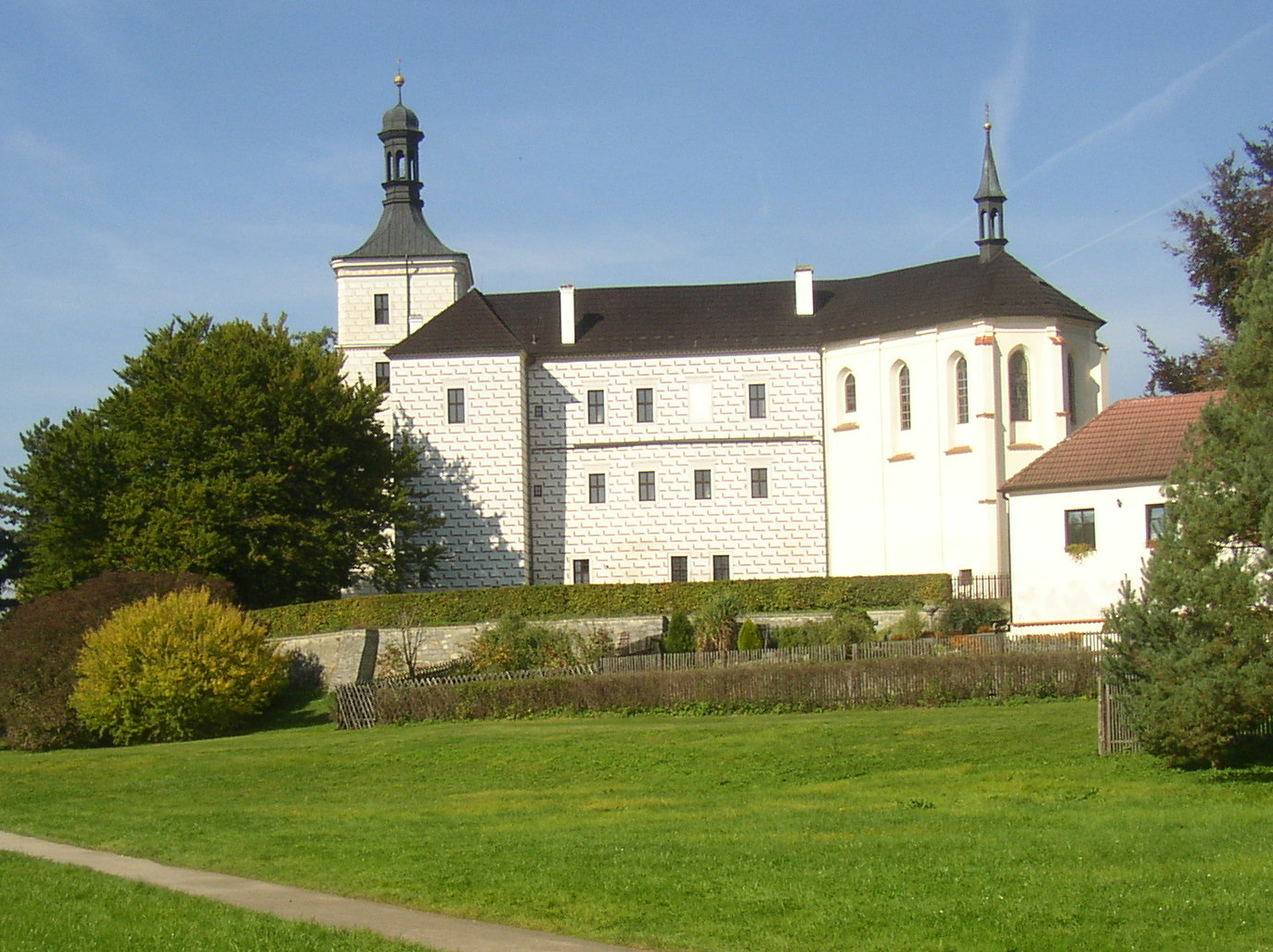
Schloss Březnice

Březnice (deutsch Bresnitz, früher auch Preßnitz) ist eine Stadt in Südböhmen. Sie liegt 15 Kilometer südlich von Příbram an der Vlčava. Die Stadt zählte 2005 3.639 Einwohner und 787 Unternehmen.

## Geschichte
Obwohl erstmals 1224 erwähnt, ist durch archäologische Funde nachgewiesen, dass die Gegend schon zuvor bewohnt war. Bei der Festung, die durch die Herren von Bresnitz (tschechisch z Březnice) bewohnt war, entstand eine Siedlung, die immer wieder wuchs und 1327 erstmals schriftlich erwähnt wurde. Der Ort lag auf dem Handelsweg Goldener Steig, was auch die Bedeutung der Herren auf dem Prager Hof widerspiegelte. So war beispielsweise Budilav von Březnice 1224 bis 1240 Mitglied des Königsrats. Anfang des 15. Jh. endete deren Herrschaft. Die Länder fielen der Krone zu, die sie dann 1415 an den höchsten Münzmeister des böhmischen Königreichs Peter Zmrzlík von Schweißing verkaufte. Da dieser ein Anhänger der Hussiten war, verlor er den Besitz kurz darauf. Längere Zeit waren die Herren von Loxan Besitzer. 
Nach der Schlacht am Weißen Berg ging der Besitz in die Hand des Katholiken Přibik Jenissek von Újezd, der 1623 noch die Güter Plischkowitz, Sochowitz, Tochowitz und Rastel erwarb und an Březnitz anschloss. Er errichtete 1630 eine Jesuitenmission und später den Dom des hl. Ignaz und des hl. Franz Xaver. Das 1640 angelegte Jesuitenkolleg dotierte er mit dem Gut Petrowitz im Berauner Kreis und dem Meierhof Dubitz (Xaverov) bei Altsattel-Hradek. Jan Josef von Újezd ernannte Březnice zur Wehrstadt. 
Nachdem Adaukt von Újezd ohne Nachkommen verstorben war, erbten die Reichsgrafen Kolowrat-Krakowsky 1728 die Allodialherrschaft Březnitz sowie die Fideikommissherrschaft Hradischt im Pilsner Kreis und der Bedingung der Einverleibung des Wappens sowie der Weiterführung des Titels Freiherr von Ugezd. Johann Reichsgraf Kolowrat-Krakowsky, der 1775 verstarb, setzte zunächst seine Witwe Anna Maria Wratislaw von Mitrowitz auf Lebenszeit als Nutznießerin ein. Danach erbte 1784 Joseph Maria Reichsgraf Kolowrat-Krakowsky den Besitz, ihm folgte 1829 sein Sohn Johann Nepomucenus. Dieser machte Březnitz zu einem Zentrum von Kunst und Kultur. Am 28. Mai 1839 verursachte ein Hochwasser der Wlčawa schwere Schäden, insbesondere die Judenstadt wurde dabei verwüstet.
Im Jahre 1840 umfasste die im Prachiner Kreis gelegene Allodialherrschaft Březnitz eine landwirtschaftliche Nutzfläche von 11554 Joch 372 Quadratklafter. Die Herrschaft bewirtschaftete sieben Meierhöfe in Březnitz, Kaupy, Bor, Watzikow, Sochowitz, Zliw und Lhotka; ein weiterer bei Doll war zeitlich verpachtet. Außerdem gehörten der Herrschaft sieben Schäfereien in Březnitz, Kaupy, Watzikow, Sochowitz, Zliw und Lhotka und Doll sowie die sechs Forstreviere Březnitz, Kahlberg, Gutwasser, Slawetin, Wrantschitz und Watzikow. Zur Herrschaft gehörten die Municipal- und Schutzstadt Březnitz, die selbst 929 Joch 372 Quadratjoch besaß, sowie die Dörfer Bor, Gutwasser (Dobrá Voda), Martinitz (Martinice), Podčap, Bubowitz (Bubovice), Wolenitz, Kaupy, Slawietin (Slavětín), Zahroby, Leletitz (Leletice), Watzikow (Vacíkov), Plischkowitz (Plíškovice), Sochowitz (Sochovice), Rastel (Ráztely), Wosel (Oslí), Wrantschitz und Swuschitz (Svučice) sowie 30 Häusern von Hudschitz, sieben Häusern von Pinowitz (Pňovice) und einem Haus von Vorder-Pořschitz (Přední Poříčí).
Die Stadt Březnitz am rechten Ufer der Wlčawa gliederte sich in die eigentliche Stadt mit 87 Häusern und 820 Einwohnern und die Vorstadt mit 114 Häusern und 946 Einwohnern. Sie unterstanden der Gerichtsbarkeit des Březnitzer Magistrats. Dagegen unterstanden der linksseitig der Wlčawa gelegene Schlossbezirk mit 25 Häusern und 210 Einwohnern und die Judenstadt Lokschan mit 22 Häusern und 187 Einwohnern direkt der Herrschaft. Im Schlossbezirk bestanden das herrschaftliche Schloss mit der Kapelle der Unbefleckten Empfängnis, die Kanzleien des Wirtschaftsamtes, der Wohnung des Amtsdirektors, ein Meierhof, eine Schäferei, ein Bräuhaus, ein Jägerhaus, ein Fasanengarten, ein Tiergarten und die empytheutisierte Schlossmühle mit einer Brettsäge. Abseits lag das Hegerhaus Weinberg. In der Stadt bestanden unter dem Patronat des Gutes Altsattel-Hradek die Pfarrkirche zum hl. Ignatius und Franz Xaver, die Pfarrei und eine Hauptschule, des Weiteren unter dem Patronat der Stadtgemeinde die Begräbniskirche zum hl. Rochus. Außerdem bestanden in der Stadt im ehemaligen Jesuitenkollegium eine k.u.k. Aerialkaserne, ein städtisches Bräuhaus sowie die Neue Mühle. In Lokschan gab es eine Synagoge. Březnitz war Pfarrort für die Dörfer Bor, Gutwasser, Martinitz, Podčap, Chrast, Vorder-Pořschitz, Hinter-Pořschitz (Zadní Poříčí), Tochowitz, Lisowitz (Lisovice), Horčápsko, Altwasser (Stará Voda), Hořian (Hořejany), Altsattel-Hradek und Xaverow (Xaverov). Bis zur Mitte des 19. Jahrhunderts war Březnitz Amtssitz der Herrschaft Březnitz.
Nach der Aufhebung der Patrimonialherrschaften bildete Březnice/Březnitz eine Stadtgemeinde und war Sitz des Gerichtsbezirkes Březnitz. Ab 1868 gehörte die Stadt zum Bezirk Blatna. 1872 erwarb das Geschlecht der Pálffy die Güter, die ihnen bis 1945 gehörten. Aus dem ursprünglich landwirtschaftlich geprägten Städtchen entstand seit dem letzten Viertel des 19. Jahrhunderts eine kleine Industriestadt, vor allem in der Metallverarbeitung.

## Ortsteile
Zur Stadt Březnice gehören die Ortsteile Bor (Heid), Dobrá Voda (Gutwasser), Martinice (Martinitz), Přední Poříčí (Vorderporschitz) und Zadní Poříčí (Hinterporschitz).

## Städtepartnerschaft
- Lindow (Mark), Deutschland, seit 2010[4]

## Sehenswürdigkeiten
- Jesuitenkolleg und Kirche St. Franziskus und Ignatius von Carlo Lurago
- Schloss Březnice
- Judengasse Lokšany (Lokschan)
- Jüdischer Friedhof
- Synagoge
- Ruine Hrochův Hrádek bei Dobrá Voda

## Persönlichkeiten
- Ignác Cornova, italienischer Priester, Historiker, Pädagoge und Dichter
- Jan Antonín Koželuh, böhmischer Komponist